# Фонг, Уильям
Уильям Фонг (англ. William Fong, род. 14 ноября 1960, Апиа) — самоанский легкоатлет, выступавший в беге на короткие дистанции и барьерном беге. Участник летних Олимпийских игр 1984 года, двукратный чемпион Южнотихоокеанских игр 1983 и 1991 годов, серебряный призёр Южнотихоокеанских игр 1979 года, чемпион Южнотихоокеанских мини-игр 1981 года.

## Биография
Уильям Фонг родился 14 ноября 1960 года в самоанском городе Апиа.
В 1983 году стал чемпионом Новой Зеландии в беге на 110 метров с барьерами.
Трижды выигрывал медали Южнотихоокеанских игр. В 1979 году в Суве завоевал бронзу в состав сборной Западного Самоа в эстафете 4х100 метров (42,83 секунды). В 1983 году в Апиа стал чемпионом в беге на 110 метров с барьерами с рекордом Игр (14,5), а в 1991 году в Порт-Морсби повторил достижение (14,86).
В 1981 году завоевал золото в беге на 110 метров с барьерами на Южнотихоокеанских мини-играх в Хониаре (15,63).
В 1982 году участвовал в Играх Содружества наций в Брисбене. В беге на 110 метров с барьерами показал 10-й результат (14,76). В эстафете 4х100 метров сборная Западного Самоа, за которую выступал Фонг, заняла предпоследнее, 9-е место, но установила национальный рекорд (41,91).
В 1984 году вошёл в состав сборной Западного Самоа на летних Олимпийских играх в Лос-Анджелесе. В беге на 110 метров с барьерами не закончил четвертьфинальный забег.
В 1995 году участвовал в чемпионате мира по лёгкой атлетике в помещении в Барселоне. Выступал в беге на 60 метров с барьерами, но был дисквалифицирован в предварительном забеге.

## Личные рекорды
- Бег на 110 метров с барьерами — 14,47 (1986)[5]
- Эстафета 4х100 метров — 41,91 (9 октября 1982, Брисбен)